# Европско првенство у атлетици на отвореном 1934 — 10.000 метара за мушкарце
Трка на 10.000 м у мушкој конкуренцији на 1. Европском првенству у атлетици 1934. у Торинуу одржана је 7. септембра на Стадиону Бенито Мусолини.

## Земље учеснице
Учествовало је 9 такмичара из 7 земаља.
1. Данска (1)
2. Италија (2)
3. Мађарска (1)
4. Немачка (1)
5. Норвешка (1)
6. Финска (2)
7. Чехословачка (1)

## Рекорди трке на 10.000 м
| Рекорди пре почетка Европског првенства 1934. | Рекорди пре почетка Европског првенства 1934. | Рекорди пре почетка Европског првенства 1934. | Рекорди пре почетка Европског првенства 1934. | Рекорди пре почетка Европског првенства 1934. |                                              |
| --------------------------------------------- | --------------------------------------------- | --------------------------------------------- | --------------------------------------------- | --------------------------------------------- | -------------------------------------------- |
| Светски рекорд                                | Паво Нурми Финска                             | 30:06,2                                       | Париз, Француска                              | 6. јул 1924.                                  |                                              |
| Европски рекорд                               | Паво Нурми Финска                             | 30:06,2                                       | Париз, Француска                              | 6. јул 1924.                                  |                                              |
| Рекорди Европских првенстава                  | Ово је прво Европско првенство на отвореном.  | Ово је прво Европско првенство на отвореном.  | Ово је прво Европско првенство на отвореном.  | Ово је прво Европско првенство на отвореном.  | Ово је прво Европско првенство на отвореном. |
| Рекорди после Европског првенства 1934.       |                                               |                                               |                                               |                                               |                                              |
| Рекорди Европских првенстава                  | Илмари Салминен, Финска                       | 31:02,6                                       | Коувола, Финска                               | 7. септембар 1934.                            |                                              |

## Освајачи медаља
| Освајачи медаља |             |              |  |  |  |  |
|                 |             |              |  |  |  |  |
|                 |             |              |  |  |  |  |
|                 |             |              |  |  |  |  |
| Илмари Салминен | Арво Аскола | Хенри Нилсен |  |  |  |  |

## Резултати

### Финале
| Место | Атлетичар       | Земља        | Резултат | Бел. |
| ----- | --------------- | ------------ | -------- | ---- |
|       | Илмари Салминен | Финска       | 31:02,6  | РЕП  |
|       | Арво Аскола     | Финска       | 31:03,2  |      |
|       | Хенри Нилсен    | Данска       | 31:27,4  |      |
| 4     | Георг Броте     | Норвешка     | 32:20,0  |      |
| 5     | Јене Силађи     | Мађарска     | 32:23,0  |      |
| 6     | Бруно Бети      | Италија      | 32:54,0  |      |
| 7     | Спартако Морели | Италија      | 33:46,0  |      |
| 8     | Јосеф Хрон      | Чехословачка | 34:02,6  |      |
| 9     | Макс Зиринг     | Немачка      | НЗ       |      |